# LGグループ
LGグループ（朝: LG그룹、LG Corporation）は、大韓民国のソウル市に拠点を置く多国籍財閥企業である。韓国で4番目に大きい財閥でもある。LGエレクトロニクス（旧LG電子）を中核とする企業グループであり、主に電子機器、化学製品、通信製品を製造している。2020年現在、128カ国75890人の従業員を擁している。
日本ではLGといえば電子機器のイメージが強いが、韓国では最大手の化学薬品メーカーとして知られる。近年は電気自動車(EV)に力を入れており、車載電池の分野で世界トップシェア（2020年1～3月）を誇る。
かつては「ラッキー金星グループ」といい、「ラッキー」（Lucky）の頭文字のLと、「金星」の朝鮮語ローマ字（Geumseong）及び英語訳で電化製品の海外市場向けの商標である GOLDSTAR の頭文字のGをとって「LG」となった。今では韓国国外でも「LG」の名で通っており、海外向けではロゴの隣に「Life's Good」という表記が加えられている。
グループ全体として、日本企業と広い分野で関係を築いていた。代表的な技術提携・合弁先は、NEC（金星電機）、アルプス電気（金星部品）、富士電機（金星通信・金星自販機）、日立製作所、大日本スクリーン。その中でも、1960年代から始まった日立との提携は、家電・半導体・エレベーター・電線等で深い。
2005年に数部門が系列分離。LG電線、LG産電などが分離してLSグループ。そしてコンビニエンス部門のGS25や精油部門のGSカルテックス、GSホームショッピングやGS建設などがGSグループとして再編された。 なお、この3グループは分離後も提携関係にある。
2021年にLG商事、LGハウシス、パントスを分離しLXグループを設立された。
また、サッカーのプレミアリーグに所属するフラムFCのユニホームスポンサーを務めていた。
2023年3月、グループ会長が母と妹2人から遺産相続についての訴訟を提起されるというお家騒動が報道された。

## 関連会社
＜電子部門＞
- LGエレクトロニクス（韓国及び中国・台湾ではLG電子）
  - LGエレクトロニクス・ジャパン
- LGディスプレイ
- LGイノテック
- ゼニスエレクトロニクス

＜化学部門＞
- LG化学
  - LGエネルギー・ソリューション
- LG生活健康
  - ヘテhtb
  - 銀座ステファニー化粧品
  - エバーライフ
  - エフエムジー＆ミッション（日本法人）

＜通信部門＞
- LGユープラス

＜教育部門＞
- 学校法人LG蓮庵学園

＜スポーツ部門＞
- LGスポーツ
  - LGツインズ
  - 昌原LGセイカーズ